# Battaglia al largo di Texel
La battaglia al largo di Texel, conosciuta anche come l'azione al largo di Texel o l'azione del 17 ottobre 1914, fu una battaglia navale avvenuta al largo della costa olandese dell'isola di Texel durante la prima guerra mondiale dove uno squadrone della Royal Navy formato da un incrociatore leggero e 4 cacciatorpediniere, in una pattuglia di routine, incrociarono i restanti membri della 7ª Half Flotilla tedesca di torpediniere, le quali erano dirette verso la costa britannica per sganciare mine sottomarine. Le forze britanniche attaccarono e affondarono un'intera flottiglia tedesca di 4 torpediniere. Poco armate, le forze tedesche tentarono di fuggire e poi ingaggiare le forze britanniche in una disperata e inefficace azione.
La battaglia si concluse nella perdita di un intero squadrone tedesco di torpediniere, prevenendo il posizionamento di mine subacquee nelle trafficate linee marittime, la foce del Tamigi. I britannici subirono solo poche vittime e danni marginali alle unità. La battaglia ebbe anche un'importante influenza nella tattica e nell'impiego delle rimanenti torpediniere tedesche nel Mare del Nord, oltre alla perdita della fede dei comandanti tedeschi nell'efficacia delle loro forze.

## Antefatti
Dopo la battaglia di Heligoland alla Hochseeflotte fu ordinato di evitare di confrontarsi con la più ampia forza britannica nel tentativo di evitare conseguenze costose e demoralizzanti. In questo modo, al di là di alcuni raid occasionali tedeschi, la Royal Navy dominò il Mare del Nord con pattugliamenti regolari. Nonostante l'assenza di azione da parte delle navi principali della flotta tedesca, forze ridotte continuavano a pattugliare regolarmente il mar aperto. Alle 13:50 del 17 ottobre 1914, una pattuglia di routine della 3ª Flottiglia Cacciatorpediniere Harwich Force, composto dall'incrociatore leggero HMS Undaunted al comando del capitano di vascello Cecil H. Fox e da quattro cacciatorpediniere della Classe Laforey, l'HMS Lennox, l'HMS Lance, l'HMS Loyal e l'HMS Legion, stavano pattugliando la costa al largo dell'isola di Texel quando incrociarono uno squadrone tedesco, composto dalle rimanenti torpediniere della 7ª Half Flotilla di Georg Thiele: l'SMS s115, l'SMS s117, l'SMS s118 e l'SMS s119. L'SMS s119 era il capoflottiglia ed era comandato personalmente dal capitano di corvetta Georg Thiele stesso. Le navi tedesche tentarono di sfidare o minacciare le navi britanniche, né hanno fatto il primo tentativo di abbandonare la battaglia e, secondo i britannici, i tedeschi stavano attendendo delle navi di rinforzo e scambiarono i britannici per alleati. In realtà, la flottiglia tedesca era stata inviata dal fiume Ems a minare la costa sud del Regno Unito, inclusa la foce del Tamigi, ed è stata intercettata prima di raggiungere l'area d'operazione.

## Armamenti
Lo squadrone britannico colpì pesantemente la flottiglia tedesca, disarmandola. Il vascello del comandante Fox, l'HMS Undaunted - incrociatore leggero classe Arethusa - era armato con due cannoni BL 6 inch Mk XII (150mm) e sette cannoni QF 4 inch Mk V (100mm), tutti e nove montati su dispositivi di fissaggio unico e quasi tutti senza scudo sull'arma. L'Undaunted al tempo dell'ingaggio era inoltre armato, in via sperimentale, con un paio di armi contraeree addizionali, tipo Vickers-Armstrong QF 2 lb, armi che la maggior parte delle navi della sua classe non possedevano. Oltre a ciò, l'incrociatore era armato con otto tubi per siluri, i quali possono raggiungere la massima velocità di 28.5 kn (52.8 km/h). I quattro cacciatorpediniere Classe Laforey erano vascelli meno potenti in confronto all'incrociatore, essendo armati solamente con due tubi lanciasiluri, tre cannoni QF 4 inch Mk IV, XII e XXI (100mm) e da una singola arma antiaerea Vickers-Armstrong QF 2 lb. I cacciatorpediniere erano leggermente più veloci dell'incrociatore e potevano raggiungere i 29 kn (54 km/h) a piena potenza. I vascelli tedeschi erano inferiori ai britannici in diversi campi. Non solo la Flottiglia tedesca era ridotta di numero e antiquata ma possedeva armi leggere. Le quattro navi facevano parte della data Classe Großes Torpedoboot 1898 ed erano state varate nel 1904. In termini di velocità, le navi tedesche erano molto simili a quelle britanniche, circa 28 kn (52 km/h). Ognuno dei vascelli era armato con tre armi da 50mm, significativamente inferiori rispetto a quelle dei cacciatorpediniere britannici; queste armi avevano inoltre una portata inferiore. Il pericolo maggiore per lo squadrone britannico erano i tubi lanciasiluri delle navi tedesche, dato che ognuna di esse portavano tre tubi lanciasiluri da 450mm con cinque siluri per nave.

## Ordine di battaglia
Royal Navy:
- HMS Undaunted, incrociatore leggero, nave ammiraglia
- HMS Lennox, cacciatorpediniere
- HMS Lance, cacciatorpediniere
- HMS Loyal, cacciatorpediniere
- HMS Legion, cacciatorpediniere

Kaiserliche Marine:
- SMS S119, torpediniere, nave ammiraglia
- SMS S118, torpediniere
- SMS S117, torpediniere
- SMS S115, torpediniere

## Battaglia

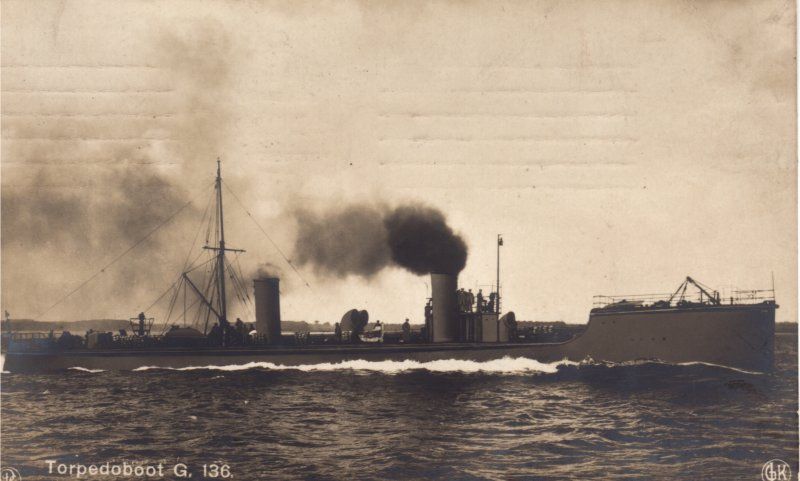
Una torpediniera Class Großes Torpedoboot 1898 simile a quelle usate dai tedeschi durante la battaglia di Texel

Quando i vascelli si avvicinarono a sufficienza, i tedeschi si resero conto che le navi che vedevano erano imbarcazioni britanniche cominciarono a virare mentre l'Undaunted - la quale era più vicina dei cacciatorpediniere britannici - aprì il fuoco sulla torpediniera più vicina. I tedeschi cominciarono immediatamente con manovre evasive ma, in questo modo, persero immediatamente velocità permettendo ai britannici di raggiungerli in breve tempo. Nel tentativo di proteggere il suo incrociatore dai siluri tedeschi e di distruggere le navi nemiche il più rapidamente possibile, il capitano Fox diede l'ordine al suo squadrone di dividersi in due gruppi. I cacciatorpediniere Lance e Lennox proseguirono verso l's115 e l's119 mentre il Legion e il Loyal si diressero verso l's117 e l's118. Il fuoco combinato del Legion, del Loyal e dell'Undaunted danneggiarono l's118 così gravemente che l'intero ponte della torpediniera fu spazzato via e la nave affondò alle 15:17. Nel frattempo, l'HMS Lance e l'HMS Lennox ingaggiarono l's115, danneggiando il timone, cosa che costrinse il vascello a poter navigare solo in cerchio. Il fuoco del Lennox fu così efficace che, come accadde per l's118, anche il ponte dell's115 fu completamente distrutto. Nonostante i danni, i tedeschi non si erano ancora arresi e, invano, continuarono l'azione.
Le due torpediniere al centro della Flottiglia - l's117 e il leader della flottiglia, l's119 - tentarono l'ingaggio con l'Undaunted con i siluri. L'Undaunted fu però in grado di evitare i siluri e rimanere intatta. Il Legion e il Loyal, i quali avevano completamente distrutto l's118, giunsero in aiuto della nave leader britannica, attaccando le due torpediniere tedesche. Il Legion attaccò l's117 ma la torpediniera lanciò i suoi ultimi tre siluri contro il cacciatorpediniere e continuò a resistere difendendosi con le altre armi. Il tentativo fallì e il Legion distrusse l's117, danneggiandole i timone prima che affondasse alle 15:30. Nel frattempo il Lance e il Lennox avevano danneggiato l's115 al punto che era ormai necessario solo un cacciatorpediniere per affrontare la torpediniera. Il Lance lasciò in breve la battaglia con l's115 per unirsi al Loyal nello scontro con l's119 usando proiettili con acido picrico, il predecessore del Trinitrotoluene (TNT). L's119 tentò di portare a successo un attacco con i siluri contro il Lance, centrando il cacciatorpediniere a mezza nave, ma il siluro non esplose. L's119 fu in seguito affondato alle 15:35 da un fuoco combinato del Lance e del Loyal, portando con sé il comandante Thiele. L'ultima torpediniera rimasta, l's115 continuò a rimanere a galla nonostante i costanti attacchi del Lennox. Il cacciatorpediniere infine si accostò alla torpediniera e i britannici abbordarono la nave trovandola un relitto completo con solo un tedesco a bordo, il quale fu felice di arrendersi. Altri trenta tedeschi furono in seguito catturati in mare da un vascello britannico. La battaglia si concluse definitivamente alle 16:30 con l'affondamento dell's115 da parte del fuoco pesante dell'Undaunted.

## Conseguenze

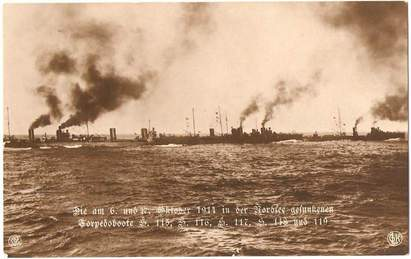
La 7ª Half Flotilla nel 1911

La 7ª Half Flotilla fu completamente annientata dalla Harwich Force, con tutti e quattro i suoi rimanenti vascelli affondati e più di duecento marinai morti, incluso il comandante. Nonostante le differenze tra i vari vascelli i tedeschi non si arresero e continuarono a combattere fino alla fine. Le vittime britanniche furono estremamente basse in confronto con i nemici, ovvero quattro feriti e tre cacciatorpediniere danneggiate. La Legion fu colpita da un proiettile da 1.8 kg ma non subì feriti. La Loyal fu centrata da due proiettili e tre uomini furono feriti. La Lance subì qualche danno superficiale e gli altri due vascelli non furono mai centrati dal nemico. Trentuno marinai tedeschi furono trovati in mare e furono fatti prigionieri ma un ufficiale catturato morì poco tempo dopo per le ferite subite in battaglia. Altri due marinai tedeschi furono ripescati in seguito da una nave neutrale. La battaglia diede una grande spinta positiva ai britannici, che due giorni prima avevano perso la HMS Hawke, attaccata da un U-boat. L'effetto della battaglia sul morale britannico fu rappresentato fittiziamente e con una visione nazionalista nel romanzo The Boy Allies Under Two Flags di Robert L. Drake. Alcune controversie sorsero in Germania dato che la nave ospedale tedesca Ophelia, che fu inviata per recuperare i sopravvissuti delle navi affondate, fu presa dai britannici dopo essere stata accusata di violare la Convenzione dell'Aia del 1907 sull'uso delle navi ospedale. Anche se le navi della flottiglia affondata erano vecchie ed alcune vittime erano in preventivo, la perdita dell'intero squadrone di torpediniere cambiò drasticamente le tattiche delle forze tedesche dispiegate nel canale della Manica e lungo le Fiandre. Un risultato diretto fu il molto minor numero di missioni nel Canale e la derogazione delle torpediniere al pattugliamento costiero e al recupero di piloti dispersi. Un inaspettato vantaggio per i britannici giunse quando il 30 novembre un peschereccio britannico, nell'area della battaglia, ripescò una scatola lanciata in mare dall's119 dal capitano Thiele durante lo scontro cercando così di spingere i britannici a catturarlo vivo. La scatola infatti conteneva il libro codice tedesco usato dalle forze leggere tedesche lungo la costa. Il libro permise così ai britannici di decifrare le comunicazioni tedesche intercettate per molto tempo dopo la battaglia al largo di Texel.

### Annotazioni
1. ↑  Alcune fonti affermano che i vascelli tedeschi furono distrutti, tuttavia tutti i cacciatorpediniere simili a vascelli erano ufficialmente denominati torpediniere dalla Kaiserliche Marine durante la prima guerra mondiale
2. ↑  L'S116 fu un membro della 7ª Half Flotilla, ma fu affondato da un sottomarino britannico poco prima della battaglia di Texel.